# والونگ
والونگ یکی از پنج منطقه شهرداری در آبخوست و ایالت کوسرائی در کشور ایالات فدرال میکرونزی بود. از دهه ۱۹۸۰ (میلادی) والونگ به صورت بخشی از منطقه شهرداری تافونساک در آمد.

## جغرافیا
والونگ در جنوب باختری‌ترین بخش آبخوست کوسرائی و شمال باختر اوتوه و جنوب باختر روستای تافونساک قرار دارد. اگرچه بیشتر بخش خاوری آن به شکل نوار ساحلی است اما تا بالاتر از میانه آبخوست کشیده نمی‌شود. پایتخت والونگ، روستای والونگ بود.
با جمعیت ۱۵۱ نفر در سال ۱۹۸۰ (در برابر ۵،۴۹۱ نفر در سراسر کوسرائی)، والونگ، کوچک‌ترین منطقه شهرداری در کوسرائی بود. دومین منطقه شهرداری کوچک کوسرائی، اوتوه با ۹۱۲ نفر است. مساحت والونگ ۱۹٫۵ کیلومتر مربع (۷٫۵ مایل مربع) است.

## پارک دریایی اوتوه-والونگ
پارک دریایی اوتوه-والونگ یک منطقه حفاظت‌شده است. بنیان‌گذار آن «مَدیسُن نِنا» یک زیست‌شناس بود که جوایز بسیاری را از آن خود کرد. در سال‌های پایانی دهه ۱۹۹۰ (میلادی) مدیسون ننا با راه‌اندازی یک کمپین موفق از ساخت یک مجموعه گردشگری بدون سامانه فاضلاب مناسب جلوگیری کرد و به جای آن یک تور گردشگری طبیعی در روستای کوسرائی را پایه گذاشت. همچنین او با همکاری ریش‌سفیدان کوسرائی شیوه خانه‌سازی بومی در کوسرائی را دوباره زنده کرد.
پارک دریایی اوتوه-والونگ نمونه بسیار خوبی از آب‌سنگ مرجانی سخت، جنگل دست‌نخورده، و زیست‌بوم انسان‌ساز گسترده است. دفتر پارک در نزدیکی سایت یک کشتی زیر آب رفته است. صاحب این کشتی «بولی هیز» یک بازرگان و دزد دریایی بدنام بود. گفته می‌شود که او چند گنج را در جنگل کوسرائی پنهان کرده‌است.

## آموزش و پرورش
وزارت آموزش و پروش ایالت کوسرائی مدرسه ابتدایی والونگ را مدیریت می‌کند. دانش‌آموزان دبیرستانی به دبیرستان کوسرائی در توفول، شهرداری للو می‌روند.